# Happy Smile!
『Happy Smile!』（ハッピー・スマイル!）は、芦田愛菜の1枚目のオリジナルアルバム。2011年（平成23年）11月23日にユニバーサルミュージックから発売された。

## 概要
オリコンウィークリーアルバムランキングで初登場8位を記録。カナダ人の歌手、ルネ・シマールの13歳8か月（「ルネ・ファースト・アルバム」1974年（昭和49年）10月14日付け10位）を37年1か月ぶりに最年少記録を更新し、7歳5か月でTOP10入りを果たした。
初回生産限定盤（CD+DVD）、通常盤（CDのみ）の2種類がリリースされた。

## 収録曲
1. 愛菜のラブリーロックンロール [4:10]
  - 作詞・作曲：岸谷香、編曲：鎌田雅人
2. やさしさに包まれたなら [3:15]
  - 作詞・作曲：荒井由実、編曲：市川淳

荒井由実のカバー曲。
3. ステキな日曜日〜Gyu Gyu グッデイ!〜 [4:18]
  - 作詞：浅利進吾・渡辺なつみ、作曲：浅利進吾、編曲：h-wonder

1stシングル。
4. Best Friend [4:40]
  - 作詞・作曲：玉城千春、編曲：中野定博

Kiroroのカバー曲。
5. ピカピカウサギのマーチ（アルバム・バージョン） [3:48]
  - 作詞・作曲・編曲：かの香織

1stシングルのカップリング曲のアルバム・バージョン。
6. マル・マル・モリ・モリ! [3:47]
  - 歌：薫と友樹、たまにムック。、作詞・作曲・編曲：宮下浩司
7. みんなのハッピーバースデイ [3:27]
  - 作詞・作曲：竹内まりや、編曲：中西亮輔

### DVD
- みんなのハッピーバースデイ（ミュージックビデオ）

### 特典
- 初回限定盤に収録されている。
  - 愛菜ちゃんの写真がたくさん入った豪華ブックレット20P
  - 愛菜ちゃんとみんなの笑顔で作ったスマイルミニポスター